# Borgercompagnie
Borgercompagnie – wieś w Holandii, w prowincji Groningen. Miejscowość ma długość 7 km i leży na terenie 3 gmin: Hoogezand-Sappemeer, Veendam oraz Menterwolde.